# Ruud Suurendonk
Ruud Suurendonk, de son nom complet Rudolf Cornelis Suurendonk, est un footballeur néerlandais né le 9 juillet 1943 à Amsterdam. Il évoluait au poste de défenseur central.

## Biographie
Ruud Suurendonk est joueur de l'Ajax Amsterdam de juillet 1964 à novembre 1971,.
Avec l'Ajax, il remporte au total cinq titres de Champion des Pays-Bas.
Suurendonk est successivement champion en 1966, en 1967 et en 1968.
Le club dispute aussi la Coupe des clubs champions. Ruud Suurendonk participe activement à la campagne 1968-1969 avec six matchs, mais il ne dispute pas la finale perdue contre l'AC Milan sur le score de 4-1.
Il remporte à nouveau le titre de Champion des Pays-Bas en 1970. Cette même saison, il participe à la Coupe des villes de foires. Il se met en évidence lors des huitièmes de finale, en étant l'auteur d'un quadruplé face au Napoli. L'Ajax s'incline en demi-finale face au club londonien d'Arsenal.
L'Ajax remporte la consécration européenne lors de la saison 1970-1971. Toutefois, Suurendonk ne joue que deux matchs de Coupe d'Europe, lors des premiers tours de la compétition.
S'il quitte le club en novembre 1971, il est tout de même sacré à nouveau Champion des Pays-Bas en 1971-1972. Par ailleurs, son équipe remporte à nouveau le titre de champion d'Europe en 1971-1972.
Il rejoint l'AS Monaco en 1971. Il ne reste qu'une saison avec le club monégasque, disputant 19 matchs de première division française pour un unique but marqué,.
Ruud Suurendonk retrouve les Pays-Bas en 1972 avec l'AZ Alkmaar, il reste quatre saisons au sein de ce club,.
Après deux dernières saisons sous les couleurs du FC Volendam, il raccroche les crampons en 1977,.
Au total, il dispute 172 matchs de première division néerlandaise pour 12 buts marqués, 19 matchs de première division française pour un but marqué. Au sein des compétitions européennes, il joue 11 matchs en Coupe des clubs champions pour aucun but marqué et cinq matchs en Coupe UEFA pour trois buts marqués .

## Palmarès
Ajax Amsterdam
- Championnat des Pays-Bas (5) :
  - Champion : 1965-66, 1966-67, 1967-68, 1969-70 et 1971-72.
  - Vice-champion : 1968-69 et 1970-71.